# Озерянська сільська рада (Борщівський район)
Озеря́нська сільська́ ра́да — колишня адміністративно-територіальна одиниця та орган місцевого самоврядування в Чортківському районі Тернопільської області. Адміністративний центр — с. Озеряни.

## Загальні відомості
- Територія ради: 7,362 км²
- Населення ради: 2 385 осіб (станом на 2001 рік)

## Історія
До 19 липня 2020 р. належала до Борщівського району.
20 листопада 2020 р. увійшла до складу Борщівської міської ради.

## Населені пункти
Сільській раді були підпорядковані населені пункти:
- с. Озеряни
- с. Констанція

## Населення
Згідно з переписом УРСР 1989 року чисельність наявного населення села становила 2412 осіб, з яких 1103 чоловіки та 1309 жінок.
За переписом населення України 2001 року в селі мешкали 2374 особи.

### Мова
Розподіл населення за рідною мовою за даними перепису 2001 року:
| Мова       | Відсоток |
| ---------- | -------- |
| українська | 99,20 %  |
| російська  | 0,25 %   |
| румунська  | 0,25 %   |
| вірменська | 0,17 %   |
| молдовська | 0,04 %   |

## Склад ради
Рада складається з 16 депутатів та голови.
- Голова ради:
- Секретар ради: Коробка Марія Йосипівна

### Керівний склад попередніх скликань
| Прізвище, ім'я, по батькові | Основні відомості                                    | Дата обрання | Дата звільнення |
| --------------------------- | ---------------------------------------------------- | ------------ | --------------- |
| Урсуляк Василь Миколайович  | Сільський голова, 1957 року народження, безпартійний | 26.03.2006   | 31.10.2010      |

Примітка: таблиця складена за даними сайту Верховної Ради України

### Депутати
За результатами місцевих виборів 2010 року депутатами ради стали:

#### За суб'єктами висування
| Суб'єкт висування         | Кількість обраних депутатів | %    |
| ------------------------- | --------------------------- | ---- |
| Самовисування             | 14                          | 87,5 |
| Українська Народна Партія | 2                           | 12,5 |

#### За округами
| № округу                  | Прізвище, ім'я, по батькові    | Дата визнання обраним | Освіта             | Партійна приналежність                                                                       | Відомості про обраного депутата                                                        |
| ------------------------- | ------------------------------ | --------------------- | ------------------ | -------------------------------------------------------------------------------------------- | -------------------------------------------------------------------------------------- |
| Українська Народна Партія |                                |                       |                    |                                                                                              |                                                                                        |
| 2                         | Золотий Тарас Петрович         | 02.11.2010            | середня спеціальна | член Української Народної Партії                                                             | БорщівЦРКЛ, водій                                                                      |
| 5                         | Копоть Богдан Володимирович    | 02.11.2010            | середня спеціальна | позапартійний                                                                                | тимчасово не працює                                                                    |
| Самовисування             |                                |                       |                    |                                                                                              |                                                                                        |
| 1                         | Цимбал Петро Іванович          | 02.11.2010            | середня спеціальна | позапартійний                                                                                | пенсіонер                                                                              |
| 3                         | Коробка Марія Йосипівна        | 02.11.2010            | вища               | позапартійна                                                                                 | тимчасово не працює                                                                    |
| 4                         | Гільтай Віктор Степанович      | 02.11.2010            | вища               | позапартійний                                                                                | приватне підприємство                                                                  |
| 6                         | Дунець Анатолій Євгенович      | 02.11.2010            | середня спеціальна | позапартійний                                                                                | фермерське господарство Захід-Насіння, головаСФГ                                       |
| 7                         | Тимків Павло Олександрович     | 02.11.2010            | вища               | позапартійний                                                                                | ТернопілТНТУ, аспірант                                                                 |
| 8                         | Хабінець Павло Богданович      | 02.11.2010            | середня спеціальна | член Всеукраїнської Чорнобильської Народної Партії «За добробут та соціальний захист народу» | ЦЗ, безробітн                                                                          |
| 9                         | Науменко Денис Анатолійович    | 02.11.2010            | вища               | позапартійний                                                                                | ПП «Метал», менеджер                                                                   |
| 10                        | Романишин Мирослав Зеновійович | 02.11.2010            | середня спеціальна | член Всеукраїнської Чорнобильської Народної Партії «За добробут та соціальний захист народу» | тимчасово не працює                                                                    |
| 11                        | Гузьо Роман Дмитрович          | 02.11.2010            | вища               | позапартійний                                                                                | Озерянська амбулаторія загальної практики — сімейної медицини, голов-ний сімейн. лікар |
| 12                        | Фанок Ярослав Іванович         | 02.11.2010            | середня            | позапартійний                                                                                | тимчасово не працює                                                                    |
| 13                        | Тхорик Ігор Антонович          | 02.11.2010            | середня            | позапартійний                                                                                | ФГ «Застава-Нічлавська», головаФГ                                                      |
| 14                        | Школьний Іван Олександрович    | 02.11.2010            | вища               | позапартійний                                                                                | ПП «АРС», менеджер                                                                     |
| 15                        | Майєр Микола Володимирович     | 02.11.2010            | середня            | позапартійний                                                                                | приватний підприємець                                                                  |
| 16                        | Драпак Леонтій Романович       | 02.11.2010            | вища               | позапартійний                                                                                | Улашківське л-во Чортківського ЛГ, помічник лісничого                                  |